# Четырёхпятнистый шееголов
Четырёхпятнистый шееголов, или малый шееголов (лат. Panagaeus bipustulatus) — вид жужелиц из подсемейства  Harpalinae.

## Описание
Жук длиной от 6,5 до 8 мм. Длина переднеспинки равна её ширине, она заметно уже надкрылий, между грудными точками на ней разбросаны более мелкие. Заднее пятно надкрылья всегда отделено от бокового края.

## Распространение
Распространён на юге лесной зоны и лесостепь. Шееголов малый родом из Европы и Ближнего Востока. В Европе он населяет следующие страны: Австрия, Белоруссия, Бельгия, Босния и Герцеговина, Британские острова, Болгария, Республика Чехии, Дания, Эстония, Финляндия, Франция, Германия, Венгрия, Италия, Калининград, Латвия, Лихтенштейн, Литва, Люксембург, Молдавия, Польша, Румыния, Россия, Словакия, Словения, Испания, Швеция, Швейцария, Нидерланды и Украина.

## Экология
Живут в сухих местах.